# 小行星113951
小行星113951（113951 Artdavidsen）是一颗绕太阳运转的小行星，为主小行星带小行星。该小行星于2002年10月20日发现。
該小行星以亞瑟·戴維森（Arthur Davidsen）命名。

## 轨道参数
小行星113951的轨道半长轴为446 383 616 km，2.9838477 UA，离心率为0.210。
| 前一小行星： 小行星113950 | 小行星列表 | 後一小行星： 小行星113952 |